# 339 v.Chr.
Het jaar 339 v.Chr. is een jaartal volgens de christelijke jaartelling.

## Gebeurtenissen

### Griekenland
- Philippus II van Macedonië verslaat de Scythen, onder koning Ateas (90 jaar oud) in de vlakte van Dobroedzja.
- Philippus II valt Centraal-Griekenland binnen.

### Italië
- De Romeinse consul Titus Manlius Torquatus verslaat de Latijnen in de slag bij Trifanum.

## Overleden
- Speusippos, hoofd van Plato's academie